# Малый Эмторпетеёган
Малый Эмторпетеёган (устар. Малый Эмтер-Пете-Ёган) — река в России, протекает в Ханты-Мансийском АО. Устье реки находится в 47 км по правому берегу реки Ларьёган. Длина реки составляет 13 км. 

## Данные водного реестра
По данным государственного водного реестра России относится к Верхнеобскому бассейновому округу, водохозяйственный участок реки — Вах, речной подбассейн реки — бассейн притоков (Верхней) Оби от Васюгана до Ваха. Речной бассейн реки — (Верхняя) Обь до впадения Иртыша.